# نوکلئوزوم
نوکلئوزوم (به انگلیسی: Nucleosome) واحد تکرار شوندۀ ساختمانی کروماتین است. دی‌ان‌ای در داخل هسته سلول در محل‌هایی حدود ۲ دور به دور هشت مولکول پروتئینی کروی به نام هیستون می‌پیچد و ساختاری را به وجود می‌آورد که نوکلئوزوم نام دارد. در مرکز هر نوکلئوزوم ۴ جفت پروتئین هیستون وجود دارد که رشته‌های DNA تقریباَ ۲ دور در اطراف آن می‌گردند.

## ساختماننوکلئوزوم
دی‌ان‌ای موجود در نوکلئوزوم نسبت به تجزیه توسط نوکلئاز کمتر حساس است تا دی‌ان‌ای پیوندی که بین آنها اتصال می‌دهد. در واکنش به نوکلئاز همه دی‌ان‌ای اتصال دهنده تجزیه می‌شود که حاصلش نوکلئوزوم‌های جدا شده از هم و دی‌ان‌ای آنها است. نوکلئوزوم از هسته پروتئینی تشکیل شده که دی‌ان‌ای در سطح آن پیچیده شده است. هسته هشت‌مر است که شامل دو کپی از هر کدام از هیستون‌های H2A ،H2B ،H۳ ،H۴ می‌باشد. بلورشناسی با اشعه ایکس نشان می‌دهد که هسته هشت‌مر یک مولکول دیسک‌مانند است که از زیرواحدهای هیستون تشکیل شده است.
نوکلئوزوم‌های همهٔ سلولهای یوکاریوت شامل 146 جفت باز دی‌ان‌ای (جفت نوکلئوتید) است. طول دی‌ان‌ای اتصال‌دهنده از یک گونه به گونه دیگر متفاوت است و بین ۱۵ تا ۵۵ جفت باز می‌باشد.